# Riveraella
Riveraella är ett släkte av tvåvingar. Riveraella ingår i familjen gallmyggor.
Kladogram enligt Catalogue of Life:
| Riveraella | \| \| Riveraella colliguayae \| \| \| \| \| \| Riveraella dioscoreae \| \| \| \| |
|            | \| \| Riveraella colliguayae \| \| \| \| \| \| Riveraella dioscoreae \| \| \| \| |
|            | Riveraella colliguayae                                                           |
|            |                                                                                  |
|            | Riveraella dioscoreae                                                            |
|            |                                                                                  |